# Doron Zeilberger
Doron Zeilberger (Haifa, 1950. július 2. –) izraeli származású amerikai matematikus, informatikus.

## Életpályája
Az izraeli Weizmann Intézetben szerezte doktori fokozatát, 1976-ban. Harry Dim doktorandusza volt. A philadelphiai Drexel és Temple egyetemeken dolgozott. 2001 óta az amerikai New Jersey állam Rutgers Egyetemén tanít, államilag kiemelt professzori státuszban.

## Kutatási területe
Kombinatorikával, ezen belül leszámláló kombinatorikával, algoritmusokkal és a számítástechnika kombinatorikai alkalmazásaival foglalkozik. Már 1990-ben kidolgozta a Zeilberger algoritmust, ami felgyorsította bizonyos hipergeometrikus azonosságok bizonyítását. Ezután Herbert Wilffel együtt forradalmasította a hipergeometrikus azonosságok teljes elméletét, amiért 1998-ban Zeilberger és Wilf elnyerték a Leroy P. Steele-díjat. Ez a munka vezetett Zeilberger klasszikus könyvéhez, a Herbert Wilffel és Marko Petkovsekkel együtt írt A=B című könyvhöz. A hipergeometrikus azonosságok bizonyítását igen nagy mértékben leegyszerűsítő módszer, amit Zeilberger és Wilf kidolgozott, WZ-method néven vált híressé.

## Egyéb
2004-ben Doron Zeilberger elnyerte az Euler-érmet. 20 doktorandusz témavezetője volt.
A számítógépek adta lehetőségek matematikai alkalmazásának annyira lelkes híve, hogy kedvenc számítógépét, Shalosh B. Ekhadot, rendszeresen társszerzőként tünteti fel.
Rendkívül szókimondó egyéniség, a matematikusok világának mindennapos eseményeiről formált véleményeit folyamatosan közzéteszi.

## Magánélete
Doron Zeilberger a New Jersey állambeli Princetonban él feleségével, Jane Legrange-dzsal. Három felnőtt gyereke van: Celia, Tamar és Hadas.